# Pierre-Alexandre Coupperie
Pierre-Alexandre Coupperie, né le 2 avril 1770 à La Chapelle-Palluau en Vendée (France) et mort 26 avril 1831 à Bagdad (Irak), est un prêtre missionnaire montfortain français. Il fut évêque latin de Bagdad de 1820 à sa mort (1831).

## Biographie
« Dans les signes de la vocation de M. Coupperie, je crois voir la volonté de Dieu. (…) c’est un généreux confesseur de la Foi, et dont la vocation s’est fortifiée au milieu des plus grandes épreuves » . Ainsi s’exprimait en 1794, au cours de son exil, le dernier évêque de Luçon d’Ancien Régime, Mgr de Mercy, en demandant au pape des « dimissoires »pour ordonner son diocésain.
Pierre-Alexandre Coupperie, finalement ordonné prêtre à la Noël 1797, est le fils d’un régentde La Chapelle-Palluau, et va connaître la vie des prêtres exilés. Il revient en France vers 1801 et participe à la reconstruction religieuse et matérielle de la Vendée. Il se lie fortement avec le Père Louis-Marie Baudouin, et devient professeur au petit séminaire de Chavagnes. 
Cependant, son âme missionnaire est encore ailleurs, elle va s’épanouir dans la Compagnie de Marie, dans laquelle il entre en 1810. Directeur du noviciat des Filles de la Sagesse, prêchant de nombreuses missions paroissiales à partir de 1815, il aura l’occasion de se rendre plusieurs fois à Rome au nom du supérieur général, notamment pour plaider la cause de la béatification du Père de Louis-Marie Grignion de Montfort. En 1820, après s’être offert au pape Pie VII pour les missions étrangères (comme l’avait fait le Père de Montfort en 1706), il est nommé à l’évêché latin de Babylone et administrateur apostolique de l’évêché d’Ispahan. Il hérite d’un immense diocèse (à peu près l’actuel Irak), qu’il parcourt en éprouvant de nombreux dangers, le récit de ses voyages est digne d'un roman. Ainsi, il visite et fortifie notamment les communautés chaldéennes. Son zèle apostolique le porte à un dialogue fraternel avec les différents patriarches. Certains abandonnèrent, grâce à lui, l’hérésie nestorienne et retrouvèrent la communion de l’Église catholique universelle. Il fut l’ami du patriarche Yohannan VIII Hormizd (en), patriarche de Babylone des Chaldéens. Il fit libérer, moyennant rançon, de très nombreux chrétiens réduits en esclavage.
En 1823, il est nommé consul à Bagdad, puis gérant des affaires de France. Une charge diplomatique qu’avaient reçue ses prédécesseurs. Avec sa très importante correspondance, issue de ses lettres à l’association de la Propagation de la Foi qui, depuis Lyon, lui envoyait des sommes importantes pour soutenir sa mission, et de sa correspondance diplomatique, on entre dans le quotidien de l’Orient ottoman. On comprend mieux la vie des chrétiens et des musulmans, ainsi que celle des européens qui fréquentent ces contrées pour le commerce ou pour se mettre au service des différents pachas. 
Dans une ville de 150 000 habitants, ravagée par les crues du Tigre, la famine, la peste et la guerre civile, il meurt en avril 1831, après avoir assisté les malades, dans le dénuement le plus total. Un des drogman du Consulat révéla d’ailleurs qu’il ne possédait qu’un seul habit ecclésiastique et n’en avait pas d’autre de rechange. 
Son testament nous indique qu’il laisse le peu d’argent qu’il possède à l’Église de Bagdad et aux écoles qu’il avait fondées. Mgr Jean-Benjamin Sleiman, lui-même archevêque latin de Bagdad à compter de l'an 2000, garde toujours l’image d’« un saint vendéen, mort, victime d'une épidémie, qu'il soignait chez les autres ».